# Сухумский 203-й пехотный полк
203-й пехотный Сухумский полк — пехотная воинская часть Русской императорской армии.
Полковой праздник — 8 ноября, Собор Архистратига Михаила.
Старшинство — с 25 августа 1805 года.

## История
29 августа 1805 года сформирован Пензенский мушкетёрский полк в составе 3-х батальонов. Старшинство всех трёх батальонов до 1884 года считалось от 1700 года, по ротам Астраханского гренадерского полка.
19 октября 1810 г. из Пензенского мушкетёрского полка сформирован 45-й егерский полк. 16 июля 1819 года 45-й егерский полк был переименован в 44-й егерский.
21 марта 1834 года 44-й егерский полк разделён на отдельные батальоны, при этом 2-й резервный батальон наименован Черноморским линейным батальоном № 7.
В 1834—1864 годах батальон участвовал в подавлении Кавказского мятежа.
26 июня 1838 бывшему Черноморскому линейному батальону № 7 присвоен № 6. 17 января 1839 года вновь присвоен № 7. 18 февраля 1840 года присвоен № 8. 3 февраля 1842 года присвоен № 9.
25 июня 1850 пожаловано простое юбилейное знамя с надписью «1700-1850» с Александровской юбилейной лентой.
23 июля 1856 года присвоен № 1.
8 апреля 1858 года переименован в Кавказский линейный батальон № 33. 23 марта 1868 года присвоен № 21. 1 августа 1874 года присвоен № 3.
В 1877—1878 годах батальон участвовал в Русско-Турецкой войне
6 ноября 1883 года переименован в Сухумский местный батальон. В 1884 году установлено старшинство с 25 августа 1805 года, юбилейная лента сдана в арсенал.
20 сентября 1889 года переименован в 8-й Кавказский резервный пехотный батальон. 25 марта 1891 переименован в Сухумский резервный пехотный батальон.
13 декабря 1892 года переформирован в двухбатальонный Сухумский резервный пехотный полк. 26 мая 1899 года присвоен № 258.
25 августа 1905 года пожаловано простое юбилейное знамя с надписью «1805-1905» с александровской юбилейной лентой.
30 декабря 1908 года к полку присоединён Усть-Двинский крепостной пехотный батальон. Полк наименован 258-м Сухумским пехотным полком.
20 февраля 1910 года присвоен № 203.
Полк — активный участник Первой мировой войны, в частности, Люблин-Холмского сражения в июле 1915 г.

## Командиры полка
- 31.01.1890 — 21.02.1893[6] — полковник Арцышевский, Болеслав Феликсович
- 21.02.1893 — 05.12.1894 — полковник Пагирев, Дмитрий Игнатьевич
- 15.12.1894 — 15.10.1895 — полковник Головков, Тимофей Давыдович
- 15.10.1895 — 10.06.1898 — полковник Горский, Адам Иванович
- 24.06.1898 — 07.06.1899[7] — полковник Гедеванов, Иван Гедеванович
- 12.07.1899 — 20.11.1901 — полковник Немыский, Антон-Емельян Войцехович
- 20.02.1902 — 26.11.1902 — полковник Сидорин, Леонтий Леонтьевич
- 13.01.1903 — 04.03.1905 — полковник Бауэр, Александр Фёдорович
- 10.04.1905 — 24.01.1911 — полковник фон Бадер, Людольф Оттович
- 24.01.1911 — 08.06.1914 — полковник Сайчук, Афанасий Семёнович
- 08.06.1914 — 07.12.1914[8] — полковник Кудленко, Степан Онуфриевич
- 29.12.1914 — 09.02.1917 — полковник князь (с 21.12.1916 генерал-майор) Гедеванов, Александр Константинович
- 11.02.1917 — 25.11.1917 — полковник Панченко-Криворотенко, Павел Викторович

## Знаки отличия к 1914
- Простое юбилейное знамя с надписью «1805-1905» с александровской юбилейной лентой.
- Знаки на головные уборы для нижних чинов с надписью «За отличие при покорении Западного Кавказа в 1864 году и за отличие в Турецкую войну 1877 и 1878 годов» (в 1-м батальоне и 1-й роте 2-го батальона).

## Известные люди, служившие в полку
- Гамалей, Владимир Ксенофонтович
- Фешотт, Фердинанд Фердинандович
- Эйхе, Георгий Фёдорович
- кн. Гедеванов Василий Александрович (11.08.1865 – ?) — младший офицер 8-го Кавказского пехотного резервного кадрированного батальона